# 穂高順也
穂高 順也（ほたか じゅんや、1969年 - ）は、日本の童話作家。自ら挿絵を手がけることもある。日本児童文芸家協会理事。カルチャースクール等の講師も務める。

## 経歴
保育士、会社勤務を経て、1999年「さるのせんせいとへびのかんごふさん」（1999年　絵：荒井 良二　ビリケン出版）でデビュー。

## 著書

### 絵本
- 『やってきた　おじさんもじゃ』（絵：岡島礼子）キッズメイト、2002年
- 『ひつじのメイ　ぼくのパパとママ』（絵：沢田としき）キッズメイト、2002年
- 『ヤドカシ不動産』（絵：石井聖岳）講談社、2003年
- 『ぼくのえんそく』（絵：長谷川義史）岩崎書店、2005年
- 『うしさんおっぱいしぼりましょ』（絵： 竹内通雅）ポプラ社、2006年
- 『どろぼうだっそうだいさくせん』（絵： 西村敏雄）偕成社、2007年
- 『マーロンおばさんのむすこたち』（絵： 西村敏雄）偕成社、2008年
- 『えかきのチャーリーひみつのかべ』（絵：山本孝）イースト・プレス、2009年
- 『あおいでんしゃにのって』日本標準、2009年
- 『ちゅうしゃなんかこわくない』（絵：長谷川義史）岩崎書店、2010年
- 『とうさんとうさんいかがなものか？』（絵：西村敏雄）あかね書房、2010年
- 『なべぶぎょういっけんらくちゃく』（絵：亀澤裕也）あかね書房、2012年 ISBN  978-4251098559
- 『なきんぼあかちゃん』（絵：よしまゆかり）大日本図書刊、2012年  ISBN 978-4477026381
- 『どどのろう』（絵：こばやしゆかこ）岩崎書店、2013年  ISBN 978-4265081240
- 『あかいのあつまれ』（絵：accototo ふくだとしお＋あきこ）岩崎書店、2015年  ISBN 978-4265082223
- 『よるのさかなやさん』（絵：山口マオ）文溪堂、2016年 ISBN 978-4-7999-0072-7

### 紙芝居
- 『たべたいのなーに』童心社、2008年

### 童話・児童文学・読み物
- 『パンダのパンや』岩崎書店、2007年
- 『王さまどなた？』岩崎書店、2009年
- 『ゆめどろぼうカメかめん』岩崎書店、2012年